# 161. Division
Die 161. Division sind folgende militärische Einheiten auf Ebene der Division:

## Infanterie-Divisionen
- 161. Infanterie-Division (Wehrmacht)
- 161. Division (Japanisches Kaiserreich)
- 161. Schützendivision (Sowjetunion)